# 4209 Briggs
4209 Briggs este un asteroid din centura principală, descoperit pe 4 octombrie 1986 de Eleanor Helin.